# Hideyuki Ujiie
Hideyuki Ujiie (født 23. februar 1979) er en tidligere japansk fodboldspiller.
Han har spillet for flere forskellige klubber i sin karriere, herunder Yokohama Flügels, Omiya Ardija og Thespa Kusatsu.